# Reichstag zu Worms (1072)
Der Reichstag zu Worms 1072 war eine Reichsversammlung, die unter König Heinrich IV. im Sommer 1072 in Worms stattfand.

## Kontext
König Heinrich IV. versuchte zunehmend, den Hochadel von Entscheidungsprozessen auszuschließen und regierte, indem er sich auf Amtsträger niedrigeren Standes stützte. Das verstimmte die führenden Männer im Reich zunehmend, die – ihr „Rat“ war nicht mehr gefragt – sich vom Hof fernhielten, selbst wenn der König sie an seinen Hof rief. Das konnte auch als Nicht-Anerkennung der Königsherrschaft Heinrich IV. gedeutet werden, Heinrich IV. interpretierte es als Hochverrat. Das ganze politische Gefüge der Reiches drohte so zu zerbrechen. Die Entwicklung gipfelte schließlich 1077, als Rudolf von Rheinfelden zum Gegenkönig gewählt wurde.
Soweit war es 1072 aber noch nicht. Der Reichstag in Worms war vielmehr der Versuch, die entstandenen Spannungen friedlich aus der Welt zu räumen. Das geschah mit hohem Aufwand, aber letztendlich vergeblich, wie die anschließende Entwicklung zeigte. Der König hatte sich zuvor in Magdeburg aufgehalten und Worms lag als Tagungsort zwischen Sachsen und Schwaben verkehrsgünstig am Rhein und so kam die Wahl des Tagungsortes wohl zustande.

## Verhandlungen
Rudolf von Rheinfelden war Herzog von Schwaben und Schwager des Königs (Königin Berta und Adelheid von Schwaben waren Schwestern). Er hatte die Königin-Mutter, Agnes, deren ständiger Wohnsitz seit 1066 oder 1067 Rom war, hinzugezogen und den Taufpaten des Königs und Abt des Klosters Cluny, Hugo. Damit Herzog Rudolf von Rheinfelden sicher nach Worms und von dort nach Schwaben zurückkehren konnte, verbürgten sich die Erzbischöfe Siegfried I. von Mainz und Anno II. von Köln, die bei dem Treffen wohl auch anwesend waren.
Die Beteiligten hielten sich Ende Juli alle in Worms auf. Die entscheidende Besprechung fand wohl am 25. Juli 1072 statt. Dabei waren weitere Beteiligte anwesend, die namentlich in den Quellen aber nicht genannt werden.
Im Ergebnis verhinderte das Treffen in Worms den unmittelbaren Ausbruch von Feindseligkeiten, ohne dass aber das grundlegende Problem, die Machtfrage, gelöst war.
Weitere Angelegenheiten, die bei dieser Zusammenkunft geregelt wurden, war die Neubesetzung des Bischofsstuhls in Parma und die Einsetzung eines neuen Erzbischofs in Ravenna. Für Ravenna wurde auf Fürsprache der Königin-Mutter Agnes Wibertus Correggio, der spätere Gegenpapst Clemens III., ernannt.